# Educação informática e computacional
A educação informática e computacional ou ensino da informática e computação é a área do ensino e da aprendizagem científica da Informática, incluindo a Ciência da Computação e o Pensamento Computacional. A área da educação da Informática e Computação abrange uma vasta gama de conteúdos, desde as competências básicas da Programação de Computadores até ao desenho avançado dos Algoritmos e Estruturas de Dados e da Análise de Sistemas. É um campo em rápido crescimento que é essencial para preparar os alunos para carreiras na indústria tecnológica e noutras áreas que exijam as competências científicas informáticas e computacionais.

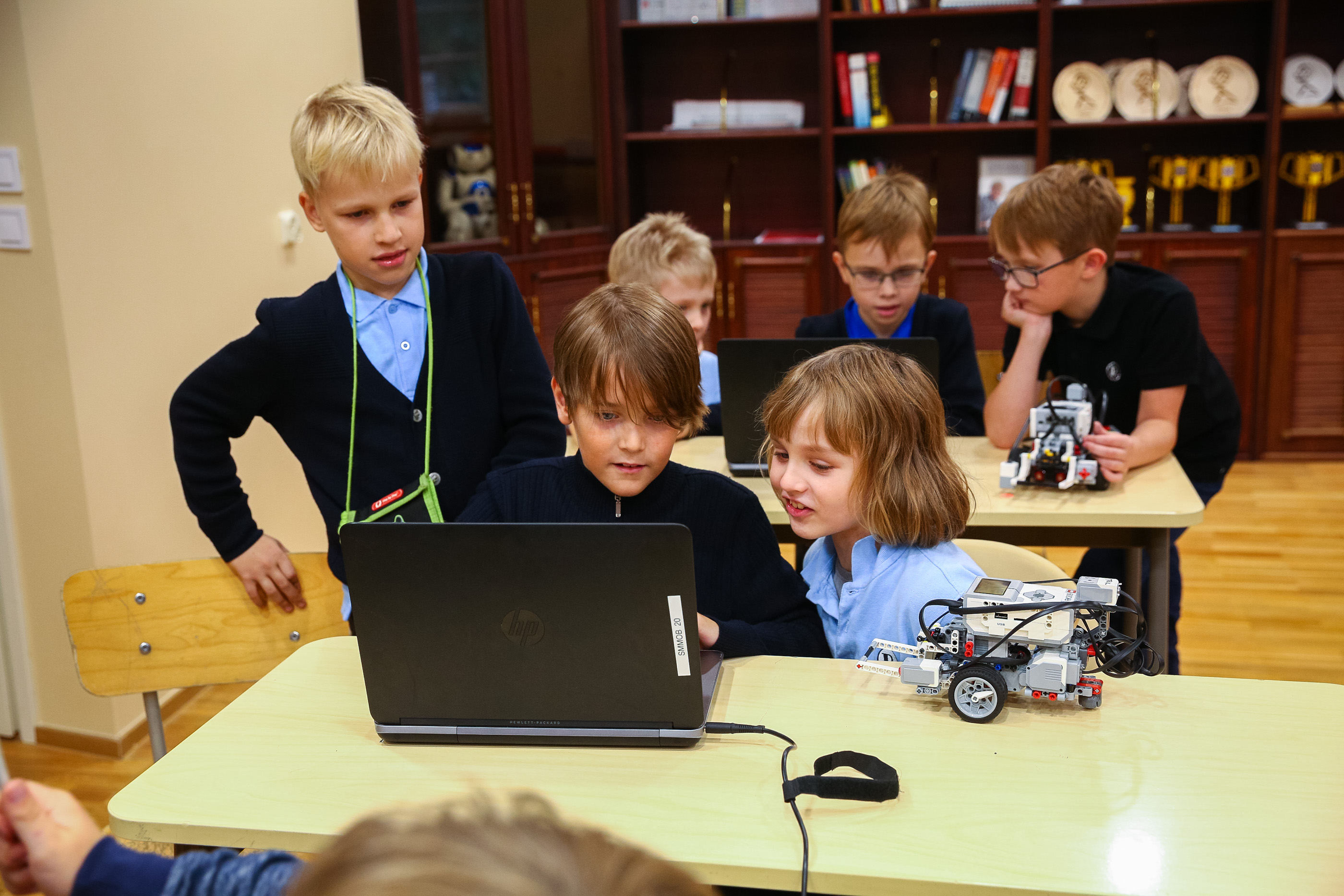
Estudantes do ensino básico (ensino fundamental) aprendem a programação de computadores numa aula de Informática escrevendo o código num computador para programar robôs móveis.

A educação da Informática e Computação é essencial para preparar os alunos para a força de trabalho do século XXI. À medida que a tecnologia se torna cada vez mais integrada em todos os aspetos da sociedade, a procura por informáticos e cientistas computacionais qualificados aumenta. De acordo com o Bureau of Labor Statistics, o emprego em profissões da informática e ciência da computação, incluindo o seu domínio da Tecnologia da Informação e Comunicação (TIC), deverá “crescer 21% de 2021 a 2031”, muito mais rapidamente do que a média de todas as outras profissões.
Para além de preparar os alunos para as carreiras na indústria tecnológica, a educação da Informática e Computação também promove competências de pensamento computacional, que são valiosas em muitas áreas, incluindo a gestão, a saúde e a educação. Ao aprender a pensar algoritmicamente e a resolver problemas de forma sistemática, os alunos podem tornar-se solucionadores de problemas e pensadores críticos mais eficazes.

## Contexto
Nos primórdios da programação de computadores, não havia uma real necessidade de se estabelecer qualquer tipo de sistema educativo, uma vez que as únicas pessoas que trabalhavam com os computadores na época eram os primeiros cientistas e matemáticos. A programação de computadores não era suficientemente popular para justificar ser ensinada, nem estava num ponto em que qualquer pessoa que não fosse especialista pudesse obter alguma coisa dela. No entanto, cedo se percebeu que os matemáticos não eram adequados para o trabalho em informática e ciência da computação e que haveria necessidade de pessoas totalmente focadas na área. Com o passar do tempo, houve uma maior necessidade de pessoas com formação científica específica na programação de computadores para responder às exigências de um mundo que se tornava cada vez mais dependente do uso dos computadores. Inicialmente, apenas as universidades ofereciam cursos de programação de computadores, mas com o passar do tempo, as escolas secundárias e até mesmo as escolas básicas foram obrigadas pela evidência científica a implementar disciplinas de informática e ciência da computação.
Em comparação com o ensino das ciências naturais e o ensino da matemática, o ensino de informática e ciências da computação (CS) é uma área muito mais jovem. Na história da computação, os computadores digitais só foram construídos por volta da década de 1940 – pese embora a computação já exista há séculos desde a invenção dos computadores analógicos.
Outro aspeto diferenciador da educação informática e computacional é que até recentemente só era ensinada a nível universitário, com algumas exceções notáveis como Israel, a Polónia e o Reino Unido, que se destacou com a introdução da BBC Micro ainda na década de 1980 como parte da educação informática e computacional no Reino Unido. A informática e computação faz parte dos currículos escolares, pelo menos, a partir dos 14 ou 16 anos na maioria dos países há várias décadas, sendo normalmente uma disciplina científica obrigatória.
A educação básica e secundária da informática e computação é relativamente nova nos Estados Unidos, com muitos professores da informática e computação do ensino básico e secundário a enfrentarem obstáculos para conseguirem integrar este ensino da informática e computação, como o isolamento profissional, os recursos limitados para o desenvolvimento profissional da ciência da computação e os baixos níveis de autoeficácia no ensino da ciência da computação. De acordo com um relatório de 2021, apenas 51% das escolas secundárias nos EUA conseguiam ser capazes de oferecer a informática e computação. Os professores da informática e computação no ensino primário, em particular, têm uma menor eficácia no ensino da informática e computação e têm menos probabilidades de conseguir implementar a informática e computação no seu ensino do que os seus colegas do ensino básico e secundário com formação do ensino superior na área da informática e computação. Foi demonstrado que a ligação dos professores da informática e computação a recursos e a outros colegas, utilizando métodos como as comunidades virtuais de prática científica computacional, ajuda os professores de informática e computação e STEM a melhorarem a sua autoeficácia no ensino e a implementar os conteúdos da informática e computação no ensino dos alunos.

## Currículo

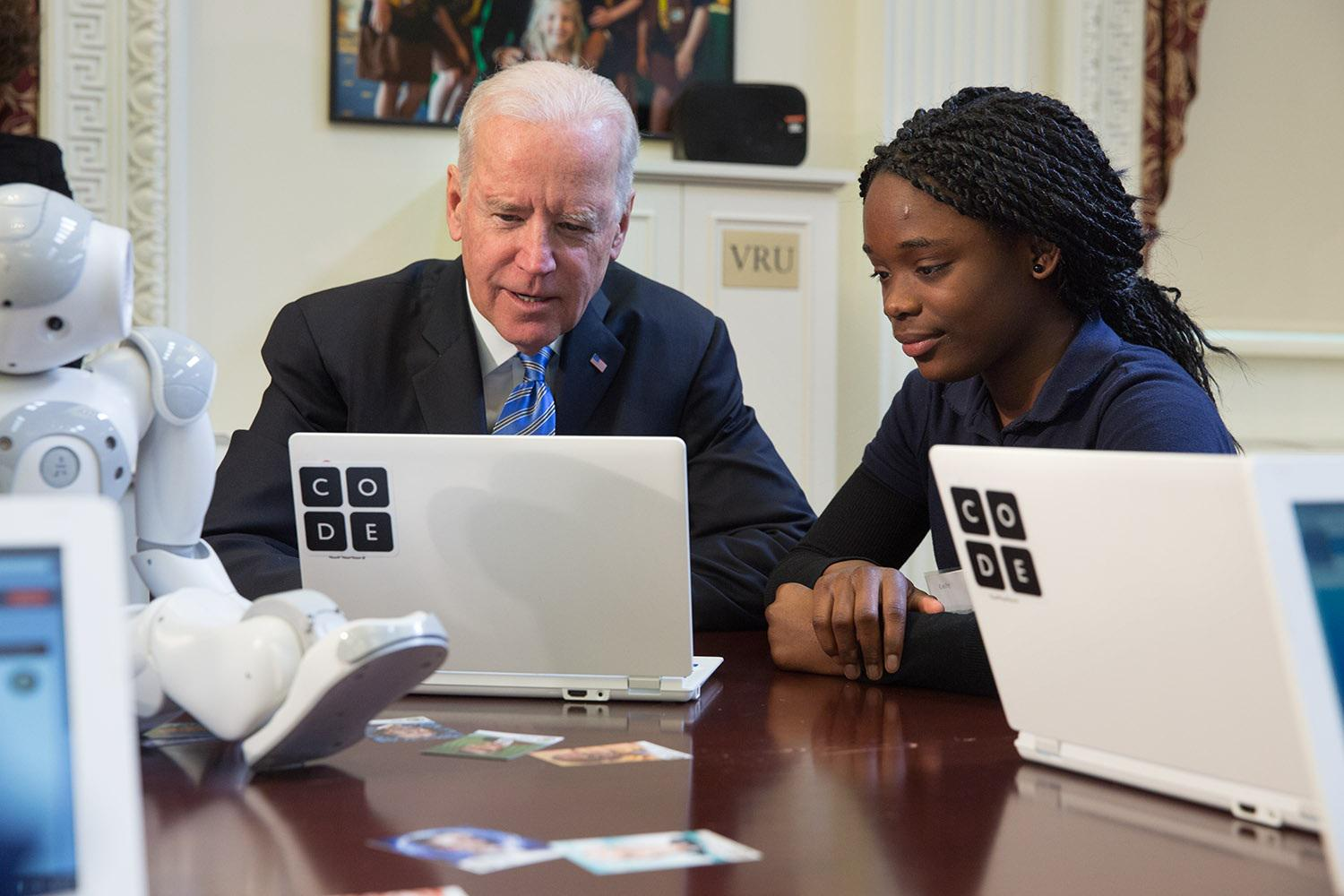
Presidente dos EUA, Joe Biden, a participar na Semana da Educação Informática e Computacional, para reafirmar a importância do reforço letivo da disciplina de Informática no ensino básico (fundamental) e ensino secundário (médio).

Tal como acontece com a maioria das disciplinas, a Informática e Computação beneficia da utilização das diferentes ferramentas e estratégias em diferentes pontos do desenvolvimento do aluno para garantir que este tira o máximo partido do ensino. As linguagens de programação visual, como o Scratch e o MIT App Inventor, são eficazes nas escolas do ensino básico e secundário como uma boa introdução à forma como as linguagens de programação funcionam com uma estrutura de programação baseada em blocos simples e fácil de compreender. Assim que os alunos compreenderem os fundamentos da programação através destas linguagens, os professores passarão geralmente para uma linguagem de programação baseada em texto fácil de utilizar, como o Python, onde a sintaxe é muito mais simples em comparação com outras linguagens mais complexas. Geralmente, os alunos aprendem linguagens populares entre empresas e programadores profissionais, para que se possam familiarizar com as linguagens realmente utilizadas no mercado de trabalho. Assim, na educação secundária e na educação superior, as aulas tendem a focar-se em utilizações mais complexas do Python, bem como de outras linguagens como Java, C++ e HTML. Apesar disso, não é totalmente necessário focar nas linguagens de codificação mais populares ou utilizadas, uma vez que grande parte da ciência da computação é construída a partir da aprendizagem das boas práticas de codificação que podem ser aplicadas de alguma forma a qualquer linguagem de programação.

## Métodos de ensino
Os métodos de ensino eficazes na Informática e Computação diferem frequentemente dos das outras disciplinas, uma vez que o formato padrão concentrado apenas na apresentação de diapositivos e no livro de texto habitualmente utilizado nas escolas foi provado cientificamente ser menos eficaz em comparação com as disciplinas académicas padrão. Devido à natureza da resolução dos problemas da informática e ciência da computação, descobriu-se que o tipo de currículo focado na Aprendizagem Baseada em Problemas (ABP) é o mais eficaz, oferecendo aos alunos puzzles, jogos ou pequenos programas informáticos e computacionais para interagir e criar. Em vez de aplicar técnicas ou estratégias aprendidas em testes ou questionários, os alunos devem utilizar os conteúdos informáticos e computacionais aprendidos na sala de aula para completar os programas e mostrar que estão a acompanhar a aula. Para além disso, verificou-se que o desenvolvimento dos métodos de ensino que procuram melhorar e orientar os alunos para a resolução dos problemas e nas capacidades criativas tende a ajudá-los a ter sucesso na Informática e Computação e noutras disciplinas. O aspeto do foco na Aprendizagem Baseada em Problemas (ABP) da educação da informática e ciência da computação é muitas vezes a parte mais difícil de lidar, uma vez que muitos estudantes podem ter dificuldades com o conceito, especialmente quando é provável que não tenham tido de o aplicar desta forma antes no seu percurso educativo.
Outro aspeto que se tornou popular nos últimos tempos são os cursos de codificação em linha (online) e os bootcamps de codificação. Devido à natureza da ciência da computação como disciplina, muitos apercebem-se do seu interesse pela mesma apenas mais tarde na sua vida adulta, ou talvez não estivesse amplamente disponível quando frequentavam o ensino secundário ou a universidade. Estas oportunidades envolvem frequentemente cursos científicos rigorosos que são mais orientados para preparar as pessoas para o mercado de trabalho, em vez de um enfoque mais académico. Os bootcamps de programação tornaram-se uma excelente forma de as pessoas entrarem no mercado da informática e ciência da computação sem terem de regressar novamente à escola.

## Investigação em educação computacional
A investigação em educação informática e computacional (computing education research, CER) ou investigação em educação da informática e ciência da computação é uma área interdisciplinar que se centra no estudo do ensino e da aprendizagem da informática e ciência da computação. É uma subárea da investigação em informática e ciência da computação e em educação e preocupa-se em compreender como a informática e ciência da computação é ensinada, aprendida e avaliada numa variedade de ambientes, como as escolas do ensino básico e secundário, as universidades, e os ambientes de aprendizagem em linha (online).

### Contexto
A investigação em educação da informática e ciência da computação surgiu como uma área de estudo na década de 1970, quando os investigadores começaram a explorar a eficácia de diferentes abordagens ao ensino da programação de computadores. Desde então, a área cresceu para abranger uma vasta gama de conteúdos relacionados com o ensino da ciência da computação, incluindo o desenho curricular, a avaliação, a pedagogia e a diversidade e inclusão.

### Tópicos de estudo
Um dos principais objetivos da investigação em educação em informática e ciência da computação é melhorar o ensino e a aprendizagem da informática e ciência da computação. Para este fim, os investigadores estudam uma variedade de tópicos, incluindo:

#### Desenho curricular
Os investigadores em educação da informática e ciência da computação procuram elaborar currículos que sejam eficazes e envolventes para os alunos. Isto pode envolver o estudo da eficácia das diferentes linguagens de programação ou o desenvolvimento das novas abordagens pedagógicas que promovam a aprendizagem ativa.

#### Avaliação
Os investigadores em educação em informática e ciência da computação estão interessados em desenvolver formas eficazes de avaliar os resultados de aprendizagem dos alunos. Isto pode envolver o desenvolvimento de novas medidas de conhecimentos ou competências dos alunos, ou a avaliação da eficácia dos diferentes métodos de avaliação.

#### Pedagogia
Os investigadores em educação em informática e ciência da computação estão interessados em explorar diferentes métodos de ensino e estratégias instrucionais. Isto pode envolver o estudo da eficácia de palestras, tutoriais em linha (online) ou a aprendizagem entre pares.

#### Diversidade e inclusão
Os investigadores em educação da informática e ciência da computação estão interessados em promover a diversidade e a inclusão na educação da informática e ciência da computação. Isto pode envolver o estudo dos factores que contribuem para a sub-representação de determinados grupos na informática e ciência da computação e o desenvolvimento das intervenções para promover a inclusão e a equidade.

## Comunidades de investigação

As 50 melhores universidades de informática e ciência da computação da América do Norte.

A Association for Computing Machinery (ACM) gere um Grupo de Interesse Especial (Special Interest Group, SIG) em educação da informática e ciência da computação conhecido como SIGCSE, que celebrou o seu 50.º aniversário em 2018, tornando-o um dos Grupos de Interesse Especial da ACM mais antigos. Um resultado alcançado graças à investigação em educação da computação é a descoberta do Problema de Parsons (Parsons Problem).

## Perspetivas de género no ensino de informática e ciência da computação
Em muitos países, existe uma disparidade significativa de género na educação na Informática e Computação. Em 2015, 15,3% dos estudantes de informática e ciência da computação formados em universidades de ciências aplicadas (instituições politécnicas) nos EUA eram mulheres, e nas universidades o número era de 16,6%. Em quase todo o mundo, menos de 20% dos licenciados em informática e ciência da computação são mulheres.
Este problema surge principalmente devido à falta de interesse das raparigas pela informática e ciência da computação desde a educação primária por ser uma ciência dura e exata. Apesar dos numerosos esforços desenvolvidos por programas especificamente concebidos para aumentar a proporção de mulheres nesta área, não se observou qualquer melhoria significativa. Para além disso, tem-se observado inclusive uma tendência decrescente no envolvimento das mulheres nas últimas décadas.
A principal razão para o fracasso destes programas é porque quase todos eles se centraram em raparigas do ensino secundário ou de níveis de ensino superiores. Os investigadores defendem que nesta altura as mulheres já se decidiram e começam a formar-se estereótipos errados sobre os informáticos e cientistas computacionais. A Informática e Computação é percebida pelos jovens como uma ciência dura e exata dominada por homens, seguida apenas por pessoas que são nerds e sem competências sociais. Todas estas características parecem ser consideradas socialmente como mais prejudiciais para a mulher do que para o homem. Portanto, para quebrar estes estereótipos e envolver mais mulheres na informática e ciência da computação, é crucial que existam programas de extensão especiais concebidos para desenvolver o interesse nas raparigas a partir do ensino básico e prepará-las para um percurso académico rumo às ciências duras e exatas.
Evidentemente, existem alguns países na Ásia e em África onde estes estereótipos não existem e as mulheres são incentivadas a seguir uma carreira científica a partir da educação básica, resultando assim numa disparidade de género que é praticamente inexistente. Em 2011, as mulheres obtiveram metade dos diplomas da área da informática e computação na Malásia. Em 2001, 55% dos licenciados em informática e computação na Guiana eram mulheres.

## Tendências e Desenvolvimentos Recentes
Recentemente, a educação informática e computacional tem dado uma ênfase crescente à incorporação do conhecimento informático e computacional na educação a todos os níveis. Isto deve-se ao facto de o mundo se tornar cada vez mais impulsionado pela tecnologia. Organizações como a Code.org e iniciativas como a Hour of Code e a Massive Open Online Courses (MOOCs) desempenharam um papel significativo na promoção da educação da informática e computação e na disponibilização da codificação aos estudantes de todo o mundo, especialmente fazendo a diferença para as mulheres e comunidades desfavorecidas e sub-representadas. Estas plataformas de aprendizagem em linha (online) também tornaram o ensino da informática e computação mais acessível, permitindo que os indivíduos aprendam programação remotamente. Para além disso, vemos a tecnologia a ser cada vez mais encontrada em diversos campos, como a saúde, os negócios e a tecnologia.

## Desafios
Ao longo dos anos, a educação da Informática e Computação enfrentou diversos problemas que, de uma forma ou de outra, contribuíram para a sua impopularidade. Uma das questões mais impactantes é o custo do equipamento para ensinar eficazmente a disciplina. No passado, não existiam muitas opções acessíveis para fornecer computadores a cada aluno que desejasse aprender a disciplina. Devido a isto, a educação da informática e computação sofreu em muitas áreas, tendo sobrado pouco ou nenhum financiamento para ensinar adequadamente a área científica. Esta é a principal razão pela qual a educação em informática e computação é extremamente fraca ou inexistente em muitas escolas na América do Norte e na Europa. A impopularidade do assunto durante muitos anos decorre principalmente do facto de ter sido reservado para aqueles que poderiam pagar o equipamento e o software necessários para o ensinar eficazmente.
Há também os normais problemas em encontrar e qualificar professores com formação científica no ensino superior na área da informática e computação para servirem como professores informáticos nas escolas. Muitas escolas no passado não viam qualquer valor em ter de pagar a professores informáticos para que pudessem ensinar a informática e ciência da computação. Isto fez com que muitas escolas em áreas desfavorecidas, ou simplesmente áreas com poucas pessoas, tivessem dificuldades em contratar os professores informáticos necessários para fornecer um bom currículo da informática e ciência da computação. Por outro lado, também do lado do professor da disciplina existe o problema da natureza complexa da própria informática e ciência da computação, e o facto de uma estrutura de ensino padrão utilizando diapositivos e manuais ter sido cientificamente provada ser ineficaz. A informática e ciência da computação é um assunto muito orientado para a resolução de problemas e as descobertas científicas provaram que o seu ensino é mais eficaz quando abordado a partir de novas perspetivas como a Aprendizagem Baseada em Problemas (ABP), em vez do tradicional formato de aula padrão.
A informática e computação é também conhecida por ser uma disciplina muito difícil nas escolas, com elevadas taxas de reprovação e abandono ao longo dos anos em que foi lecionada. Isto é geralmente atribuído ao facto de a informática e computação como disciplina das ciências duras e exatas ser muito difícil de resolver problemas e muitos estudantes têm muitas dificuldades com este aspeto. Isto é especialmente verdade para o ensino secundário, onde poucas outras disciplinas exigem um nível tão elevado de atenção do aluno e capacidade mental de resolução de problemas como a informática e computação. Isto é agravado pelo facto de a informática e computação ser uma disciplina muito diferente da maioria das outras disciplinas, o que significa que muitos estudantes que a encontram pela primeira vez podem ter muitas dificuldades.
Apesar dos desafios enfrentados pela disciplina, a popularidade da informática e computação continua a crescer como disciplina científica, à medida que a tecnologia cresce e os computadores se tornam cada vez mais importantes na sala de aula, bem como na vida quotidiana.